# Museu Casa de Santos Dumont
Museu Casa de Santos Dumont, mais conhecida como A Encantada, está situado no município de Petrópolis, no estado do Rio de Janeiro, Brasil.
A casa de Santos Dumont em Petrópolis é uma pitoresca residência incrustada em uma localidade íngreme na cidade construída em 1918.
A rua escolhida é hoje chamada de Rua do Encanto e, em Petrópolis, a casa foi apelidada como "A Encantada". Foi construída com ajuda do engenheiro Eduardo Pederneiras.
A casa possui algumas peculiaridades, como uma de suas últimas invenções que é o chuveiro com água quente, o único do Brasil àquela época, sendo aquecida a álcool, e também a escada externa onde se pode somente começar a subir com a perna direita, e a interna que se pode somente começar a subir com a perna esquerda, e a própria arquitetura da casa onde não é utilizada divisórias entre os cômodos. Na casa não há cozinha e Santos-Dumont ligava para o restaurante Palace Hotel entregar sua comida. Hoje existe a Universidade Católica de Petrópolis no local onde havia o restaurante.
A casa possui três andares, além de um observatório, por sobre o telhado.
O segundo livro do aviador, a obra O que eu vi, o que nós veremos, foi escrito nessa casa em 1918.
Após a morte de Santos-Dumont, a casa foi doada pelos seus sobrinhos à Prefeitura de Petrópolis para que "fosse instalada uma instituição que mantivesse sua memória."
Em 14 de julho de 1952 a casa foi tombada pelo IPHAN e hoje faz parte do Patrimônio Histórico e Artístico Nacional.